# Prêmio Contigo! MPB FM de Música 2014
O Prêmio Contigo! MPB FM de Música 2014 foi a terceira e última edição da premiação realizada pela emissora de rádio carioca MPB FM em parceria com a revista Contigo!. A cerimônia de entrega da premiação foi realizada em 22 de setembro, na casa de shows Miranda Brasil, localizada às margens da Lagoa Rodrigo de Freitas, no Complexo Lagoon, Rio de Janeiro. A festa teve a apresentação da atriz Marisa Orth.
O cantor Tiago Iorc recebeu da curadoria do prêmio o troféu de Artista ‘Faro’ do Ano.

## Categorias
| Categoria                | Vencedor                                                                                             | Indicados |
| ------------------------ | --- | --- |
| Melhor Álbum de MPB      | Ney Matogrosso — Atento aos Sinais                                                                   | - Erasmo Carlos — Gigante Gentil - Gilberto Gil — Gilbertos Samba - Maria Bethânia — Meus Quintais - Vanessa da Mata — Segue o Som                                           |
| Melhor Álbum de Samba    | Monarco — Passado de Glória - Monarco 80 Anos                                                        | - Maria Rita — Coração a Batucar - Mariene de Castro — Colheita - Martinho da Vila — Enredo - Sombrinha — Matéria-Prima                                                      |
| Melhor Álbum de Pop/Rock | Skank — Velocia                                                                                      | - Jota Quest — Funky Funky Boom Boom - Nando Reis — Sei Como Foi em BH - O Rappa — Nunca Tem Fim - Titãs — Nheengatu                                                         |
| Melhor Cantora           | Marisa Monte (júri oficial e júri popular)                                                           | - Adriana Calcanhotto - Alcione - Maria Bethânia - Maria Rita |
| Melhor Cantor            | Ney Matogrosso (júri oficial) Djavan (júri popular)                                                  | - Fagner - Gilberto Gil - Milton Nascimento |
| Melhor Música            | Sérgio Britto e Rita Lee — Purabossanova (júri oficial) Maria Rita — Rumo ao Infinito (júri popular) | - Djavan — Maledeto - Lulu Santos — Sócio do Amor - Vanessa da Mata — Segue o Som                                                                                            |
| Melhor DVD               | Marisa Monte — Verdade, Uma Ilusão Tour 2012/2013                                                    | - Adriana Calcanhotto — Olhos de Onda - Caetano Veloso — Abraçaço ao Vivo - Djavan — Rua dos Amores ao Vivo - Milton Nascimento — Uma Travessia, 50 Anos de Carreira Ao Vivo |
| Melhor Instrumentista    | Dadi (Marisa Monte)                                                                                  | - Davi Moraes (Maria Rita) - Mestrinho (Gilberto Gil) - Pupilo (Nação Zumbi) - Tony Belloto (Titãs)                                                                          |
| Destaque                 | Emicida                                                                                              | - Ana Cañas - Cezzinha - Marcelo Jeneci - Vanguart |
| Projetos Especiais       | Zeca Pagodinho — Sambabook Zeca Pagodinho                                                            | |